# Carmen Topciu
Carmen Adriana Topciu (n. 30 noiembrie 1981, Brăila) este o mezzosoprană română, solistă a Operei Brașov.

## Studii
Începe să studieze canto în orașul natal, la Liceul de Artă din Brăila, cu prof. Mariana Iordache. Calitățile sale interpretative sunt remarcate încă din timpul liceului, când, în anul 2000, mezzosoprana cucerește Marele Premiu la Concursul Național de canto pentru elevii de liceu de la Brăila (cunoscut și ca Darclée-ul mic).
După absolvirea liceului, urmează cursurile de canto la Academia de Muzică Gheorghe Dima din Cluj-Napoca, unde studiază canto sub îndrumarea lectorilor universitari Ramona Eremia și Marius Budoiu. Ulterior urmează și absolvă studiile de masterat în cadrul aceleiași Academii de Muzică.
În 2006 participă la cursurile de măiestrie susținute de Mariana Nicolesco la Brăila.

## Carieră artistică
Debutează într-un spectacol de operă în cadrul Academiei de Muzică „Gheorghe Dima” din Cluj-Napoca, în rolul Cherubino, din opera Nunta lui Figaro de Wolfgang Amadeus Mozart.
Va urma o colaborare cu Opera din Cluj Napoca, pe scena căreia debutează pe 2 iunie 2005, cu rolul principal din opera Cenușăreasa de Gioacchino Rossini. Anul 2006 îi aduce al doilea rol pe scena operei clujene, Rosina, din spectacolul Bărbierul din Sevilia, și o colaborare cu Opera Națională din București pentru realizarea unor concerte.
Anul 2007 va fi unul încărcat pentru activitatea artistică a mezzosopranei. La începutul anului, pe 6 ianuarie, participă la concertul extraordinar al Orchestrei Simfonice din Palermo dirijată de maestrul Onofrio Claudio Gallina, sub patronajul sopranei Mariana Nicolesco. Tot din acest an devine solistă a Operei Brașov, pe scena căreia debutează în rolul Maddalena din opera Rigoletto de Verdi. Începând din acest an va deveni o prezență constantă în viața muzicală a Brașovului, atât prin rolurile interpretate pe scena operei, cât și prin numeroasele participări la Recitalul de la ora 5, organizat la Muzeul Casa Mureșenilor.
În paralel, continuă să colaboreze și cu alte teatre de operă: Opera Maghiară Cluj-Napoca, pe scena căreia interpretează rolul Iulius Cezar din opera Iulius Cezar în Egipt, de Haendel, și Opera Națională din Timișoara, unde participă la realizarea unui concert. Participă la concerte de lieduri din creația compozitorilor Mozart, Strauss, Mahler, de Falla, Respighi, Ravel, Chausson, Chabrier și din creația compozitorilor de lied români. De asemenea participă la realizarea spectacolului-concert dedicat reginelor donizettiene în cadrul festivalului Darclée în 2007, cu rolurile Giovana, din opera Anna Bolena, și Sara, din opera Roberto Devereux. Încheie anul cu rolul La Poncia din opera contemporană Casa Bernardei Alba, pe muzica lui Miguel Ortega, o coproducție româno-spaniolă pe scena Operei Brașov, în luna decembrie 2007.
În anul 2008 efectuează un turneu în Franța (la Cannes și Niort) și în Belgia (la Antwerpen), cu spectacolul Traviata (în rolul Flora Bervoix), în colaborare cu Filarmonica Transilvania din Cluj-Napoca. În aprilie 2008 colaborează cu Filarmonica de Stat Oradea într-o serie de concerte de arii și scene din opere. Sfârșitul anului îi aduce un nou rol pe scena Operei Brașov, în luna decembrie:  Marchiza de Berkenfield din opera Fiica regimentului de Donizetti. Tot în decembrie colaborează cu Orchestra Medicilor Dr. „Ermil Nichifor” la realizarea unui concert festiv de Crăciun și Anul Nou, pe scena Ateneului Român din București.

## Repertoriu
- Bellini - I Capuleti e i Montecchi - Romeo
- Bellini - Norma - Adalgisa
- Donizetti - Anna Bolena - Giovanna
- Donizetti - Fiica regimentului - Marchiza de Berkenfield
- Haendel - Giulio Cesare - Iulius Cezar
- Mascagni - Cavalleria Rusticana - Lola, Santuzza (2017)
- Mozart - Nunta lui Figaro - Cherubino
- Ortega - Casa Bernardei Alba - La Poncia
- Rossini - Bărbierul din Sevilia - Rosina
- Rossini - La Cenerentola - Angelina (Cenușăreasa)
- Strauss - Liliacul - Orlofski
- Verdi - Rigoletto - Maddalena
- Verdi - La traviata - Flora Bervoix

## Premii
- Marele Premiu la Concursul Național de Canto pentru elevii de liceu, Brăila, 2000
- Premiul I la Concursul Național de Canto, Constanța, 2000
- Finalistă a Concursului Internațional de Canto „Eugenia Moldoveanu”, Ploiești – 2003
- Finalistă a Concursului și Festivalului „Mozart”, Cluj-Napoca - 2005
- Premiul I la Festivalul și Concursul Național al Liedului Românesc, Brașov, 2006
- Premiul I la Festivalul și Concursul Internațional de Canto „Haricleea Darclée”, ediția a V-a, Brăila, 18- 29 iulie 2007